# Copa do Mundo de Esqui Alpino de 1977
A Copa do Mundo de Esqui Alpino de 1977 foi a 11º edição da Copa do Mundo, ela foi iniciada em dezembro de 1976 na França e finalizada em março de 1977 na Espanha.
O sueco Ingemar Stenmark venceu no masculino, enquanto no feminino a suíça Lise-Marie Morerod.